# 12 tháng 4
Ngày 12 tháng 4 là ngày thứ 102 trong mỗi năm thường (ngày thứ 103 trong mỗi năm nhuận). Còn 263 ngày nữa trong năm.

## Sự kiện
- 1820 – Alexander Ypsilantis được tuyên bố là thủ lĩnh của Filiki Eteria, một tổ chức bí mật có mục đích lật đổ sự cai trị của Đế quốc Ottoman đối với Hy Lạp.
- 1861 – Nội chiến Mỹ: Chiến tranh bắt đầu khi mà binh lính Liên minh miền Nam Hoa Kỳ bắn phá đồn Sumter, trong cảng Charleston, Nam Carolina.
- 1861 – Thành Định Tường của quân Đại Nam thất thủ. Quân Pháp kiểm soát Định Tường.
- 1877 – Vương quốc Liên hiệp Anh và Bắc Ireland sáp nhập Transvaal.
- 1884 – Chiến tranh Pháp-Đại Nam: Quân Pháp chiếm được thành Hưng Hóa từ quân Nguyễn-Cờ đen.
- 1931 – Nhà thờ chính tòa Thánh Isaac tại Leningrad, Liên Xô mở cửa với vai trò một bảo tàng chống tôn giáo thông qua biểu diễn con lắc Foucault lớn nhất thế giới.
- 1945 – Harry S. Truman trở thành Tổng thống Mỹ thứ 33.
- 1956 – Thành lập Trường Quốc gia Âm nhạc và Kịch nghệ ở Sài Gòn
- 1961 – Nhà du hành vũ trụ Liên Xô Yuri Gagarin trở thành người đầu tiên đi vào không gian ngoài thiên thể.
- 1975 – Trong khi quân Khmer Đỏ bao quanh thủ đô Phnôm Pênh của Campuchia, Hoa Kỳ tiến hành chiến dịch di tản bằng đường không khỏi thành phố.
- 1980 – Terry Fox bắt đầu "Marathon Hy vọng" của mình từ St. John's, Newfoundland hướng về Vancouver nhằm gây quỹ trên toàn Canada cho nghiên cứu ung thư.

## Sinh
- 1852 - Ferdinand von Lindemann, nhà toán học người Đức.
- 1925 - Nguyễn Đức Cảnh, nhà cách mạng Việt Nam.
- 1954 - Nguyễn Thị Kim Ngân, nguyên Chủ tịch Quốc hội nước Cộng hòa xã hội Chủ nghĩa Việt Nam
- 1971 - Shannen Doherty, diễn viên Mỹ
- 1979 - Nguyễn Anh Tuấn, chính trị gia Việt Nam
- 1983 - Nguyễn Văn Chung, nhạc sĩ người Việt Nam
- 1989 - Karik, rapper, nhạc sĩ Việt Nam
- 1994 - Sehun, thành viên nhóm nhạc EXO người Hàn Quốc
- 1996 - Nguyễn Văn Toàn, cầu thủ bóng đá người Việt Nam
- 1997 - 
  - Nguyễn Quang Hải, cầu thủ bóng đá người Việt Nam
  - Jack, ca sĩ người Việt Nam
- 2000 - Nhâm Mạnh Dũng, cầu thủ bóng đá người Việt Nam

## Mất
- 1863 – Đỗ Thị Tâm, phong hiệu Quý nhân, thứ phi của vua Minh Mạng nhà Nguyễn (s. 1804).
- 1945 – Franklin Delano Roosevelt, Tổng thống Mỹ thứ 32 (s. 1882)
- 1989 – Sugar Ray Robinson, võ sĩ quyền Anh Hoa Kỳ, được nhiều đánh giá là võ sĩ quyền Anh vĩ đại nhất mọi thời đại (s. 1921)[1]
- 2009 – Marilyn Chambers, ca sĩ, diễn viên Mỹ (s. 1952)

## Những ngày lễ và ngày kỷ niệm
- Ngày Vũ trụ Quốc tế, tổ chức quốc tế về người bay lên vũ trụ đầu tiên, Yuri Gagarin.